# Futbol'nyj Klub Družba Myrivka
Il Futbol'nyj Klub Družba Myrivka (in ucraino Футбольний клуб «Дружба»?), noto semplicemente come FC Druzhba Myrivka, è stata una società di calcio di Myrivka, in Ucraina.

## Storia
La squadra è stata fondata a Kiev nel 1961 e fino al 1990, anno dello scioglimento societario, il club ha giocato nelle divisioni regionali ucraine.
Rifondata nel 2019, la squadra ha partecipato ai campionati amatoriali ucraini fino al 2023, quando è stata accettata nella Druha Liha, la terza serie del campionato ucraino, nonché gradino più basso del professionismo.
Nel giugno del 2024, vince il campionato di Druha Liha e ottiene la promozione in seconda serie. Tuttavia, poche settimane dopo la vittoria del titolo, annuncia la sospensione di ogni attività agonistica per motivi finanziari.

## Stadio
La squadra ha giocayo allo Stadio Družba, di capienza da 2.133 posti, situato a Kaharlyk.

## Palmarès

### Competizioni nazionali
- Druha Liha: 1

2023-2024

## Rosa 2023-2024
Aggiornato al 10 febbraio 2024
| N. |                    | Ruolo | Calciatore           |
| -- | ------------------ | ----- | -------------------- |
| 3  | Ucraina (bandiera) | D     | Ivan Sklyarenko      |
| 11 | Ucraina (bandiera) | A     | Ivan Somov           |
| 14 | Ucraina (bandiera) | C     | Yaroslav Zakharevych |
| 19 | Ucraina (bandiera) | D     | Vladyslav Shkinder   |
| 20 | Ucraina (bandiera) | C     | Maksym Kazakov       |
| 22 | Ucraina (bandiera) | C     | Andriy Porokhnya     |
| 27 | Ucraina (bandiera) | C     | Artem Gryshchenko    |
| 35 | Ucraina (bandiera) | P     | Maksym Tatarenko     |

| N. |                    | Ruolo | Calciatore           |
| -- | ------------------ | ----- | -------------------- |
| 99 | Ucraina (bandiera) | C     | Dmytro Oliynyk       |
|    | Ucraina (bandiera) | D     | Tymofiy Lystopad     |
|    | Ucraina (bandiera) | D     | Maksym Kuba          |
|    | Ucraina (bandiera) | D     | Vladyslav Yuzefovych |
|    | Ucraina (bandiera) | D     | Artem Kozlov         |
|    | Ucraina (bandiera) | D     | Kyrylo Kozlov        |
|    | Ucraina (bandiera) | D     | Ihor Yurechko        |
| 79 | Ucraina (bandiera) | C     | Maksym Holovko       |